# Christophe Ségura
Christophe Ségura (* 21. August 1974 in Bourg-Saint-Maurice) ist ein ehemaliger französischer Snowboarder.

## Werdegang
Ségura fuhr zu Beginn der Saison 1996/97 in Tignes erstmals im Snowboard-Weltcup der FIS und belegte dabei den neunten Platz im Riesenslalom. Bei den Snowboard-Weltmeisterschaften 1997 in Innichen errang er den 11. Platz im Riesenslalom. In der Saison 1997/98 erreichte er mit Platz drei im Riesenslalom in Grächen seine erste Podestplatzierung im Weltcup und im Riesenslalom in Innichen seinen ersten Weltcupsieg. Er errang damit den 51. Platz im Gesamtweltcup und damit sein bestes Gesamtergebnis. Bei seiner ersten Olympiateilnahme im Februar 1998 in Nagano wurde er Zwölfter im Riesenslalom. Seinen zweiten und damit letzten Weltcupsieg holte er im Februar 2001 im Parallel-Riesenslalom in Asahikawa. Im folgenden Monat wurde er französischer Meister im Riesenslalom. In der Saison 2001/02 fuhr er bei den Olympischen Winterspielen 2002 in Salt Lake City auf den 21. Platz im Parallel-Riesenslalom und startete im März 2002 in Tandådalen letztmals im Weltcup, wo er den 27. Platz im Parallelslalom belegte.

## Teilnahmen an Weltmeisterschaften und Olympischen Winterspielen

### Olympische Winterspiele
- 1998 Nagano: 12. Platz Riesenslalom
- 2002 Salt Lake City: 21. Platz Parallel-Riesenslalom

### Snowboard-Weltmeisterschaften
- 1997 Innichen: 11. Platz Riesenslalom

## Weltcupsiege und Weltcup-Gesamtplatzierungen

### Weltcupsiege
| Nr. | Datum            | Ort       | Disziplin             |
| --- | ---------------- | --------- | --------------------- |
| 1.  | 18. Januar 1998  | Innichen  | Riesenslalom          |
| 2.  | 24. Februar 2001 | Asahikawa | Parallel-Riesenslalom |

### Weltcup-Gesamtplatzierungen
| Saison  | Gesamt | Gesamt | Parallel-Riesenslalom | Parallel-Riesenslalom | Parallelslalom | Parallelslalom |
| Saison  | Punkte | Platz  | Punkte                | Platz                 | Punkte         | Platz          |
| ------- | ------ | ------ | --------------------- | --------------------- | -------------- | -------------- |
| 1996/97 | 97     | 98.    | -                     | -                     | -              | -              |
| 1997/98 | 222    | 51.    | -                     | -                     | -              | -              |
| 2000/01 | 105    | 76.    | -                     | -                     | 1363           | 27.            |
| 2001/02 | -      | -      | 103                   | 56.                   | 135            | 48.            |